# Клои Бенџамин
Клои Бенџамин (енгл. Chloe Benjamin, Сан Франциско, Калифорнија, 1989) је савремена америчка књижевница.

## Биографија
Клои Бенџамин (1989.) је књижевница из Сан Франциска. Тренутно са мужем живи у Медисону. Држи радионице о целокупном процесу објављивања романа, од писања до налажења књижевног агента.
Први роман The Anatomy of Dreams (Анатомија снова) је објавила 2014. године и за њега добила награду „Една Фербер“. Књига је ушла и у шири избор за награду „Центра за књижевност за први роман“. Други роман The Immortalists (Бесмртници) објављен је 2018. године. Роман је преведен на више од тридесет језика, и за њега су продата филмска и телевизијска права.Књига је била бестселер Њујорк Тајмса.

## Награде и признања
- 2014. - Награда „Една Фербер“ за роман The Anatomy of Dreams

## Дела
- The Anatomy of Dreams (Анатомија снова) (2014.)
- The Immortalists (Бесмртници) (2018.)